# Korean Broadcasting System
Korean Broadcasting System o KBS (en hangul, 한국 방송 공사 o Han-Guk Bangsong) és l'ens públic de ràdio i televisió de Corea del Sud.

## Història
Els inicis d'emissions de ràdio a Corea van tenir lloc durant l'Ocupació japonesa del país. La primera cadena de ràdio va ser JODK, que va començar a emetre el 16 de febrer del 1927. Un cop es va liberalitzar el territori, l'emissora va passar a anomenar-se KBS. Les emissions de televisió van començar el 1950, i de forma oficial el 1961.
El 1968, la ràdio nacional i internacional i els serveis de televisió s'uneixen sota la KBS, que va passar a ser l'ens de ràdio i televisió pública del país com una corporació el 1971. Tots passarien a treballar en una mateixa seu, situada a Yeouido (Seül) i que continua funcionant. Durant aquest període el govern sud-coreà passa a controlar els mitjans públics de manera fèrria.
A finals de 1980 el govern de Chun Doo-hwan va concentrar diversos mitjans de comunicació i absorbir dues companyies independents de ràdio a l'ens públic. Amb l'arribada de la democràcia el 1987 es van tornar a liberalitzar els mitjans de comunicació. KBS va patir una reforma per la qual mantindria el seu caràcter i finançament públic, però passaria a estar dirigida de forma independent. El seu finançament és mitjançant publicitat i un impost sobre els televisors. KBS 1TV i KBS Radio 1 no emeten anuncis.

## Canals

### Ràdio
- KBS Radio 1: Primera ràdio del país, llançada el 1927. Té una programació de servei públic i d'entreteniment.
- KBS Radio 2: Emissora d'entreteniment, llançada el 1961.
- KBS Radio 3: Variant de KBS Radio 2, amb serveis regionals i educacionals.
- KBS 1FM: Música clàssica i popular.
- KBS 2FM: També coneguda com a Cool FM, emissora musical juvenil.

Altres serveis són una emissora d'ona curta de caràcter social, i una cadena internacional.

### Televisió
- KBS 1TV: Emissora generalista dedicada a la informació
- KBS 2TV: Cadena dedicada a l'entreteniment. Va ser llançada el 1964.

També estan presents KBS N, que dirigeix els canals de cable de KBS, i el canal internacional KBS World.